# Hugo Mann
Hugo Mann (Laupheim, 17 november 1913 – Baden-Baden,  20 december 2008) was een Duits ondernemer.

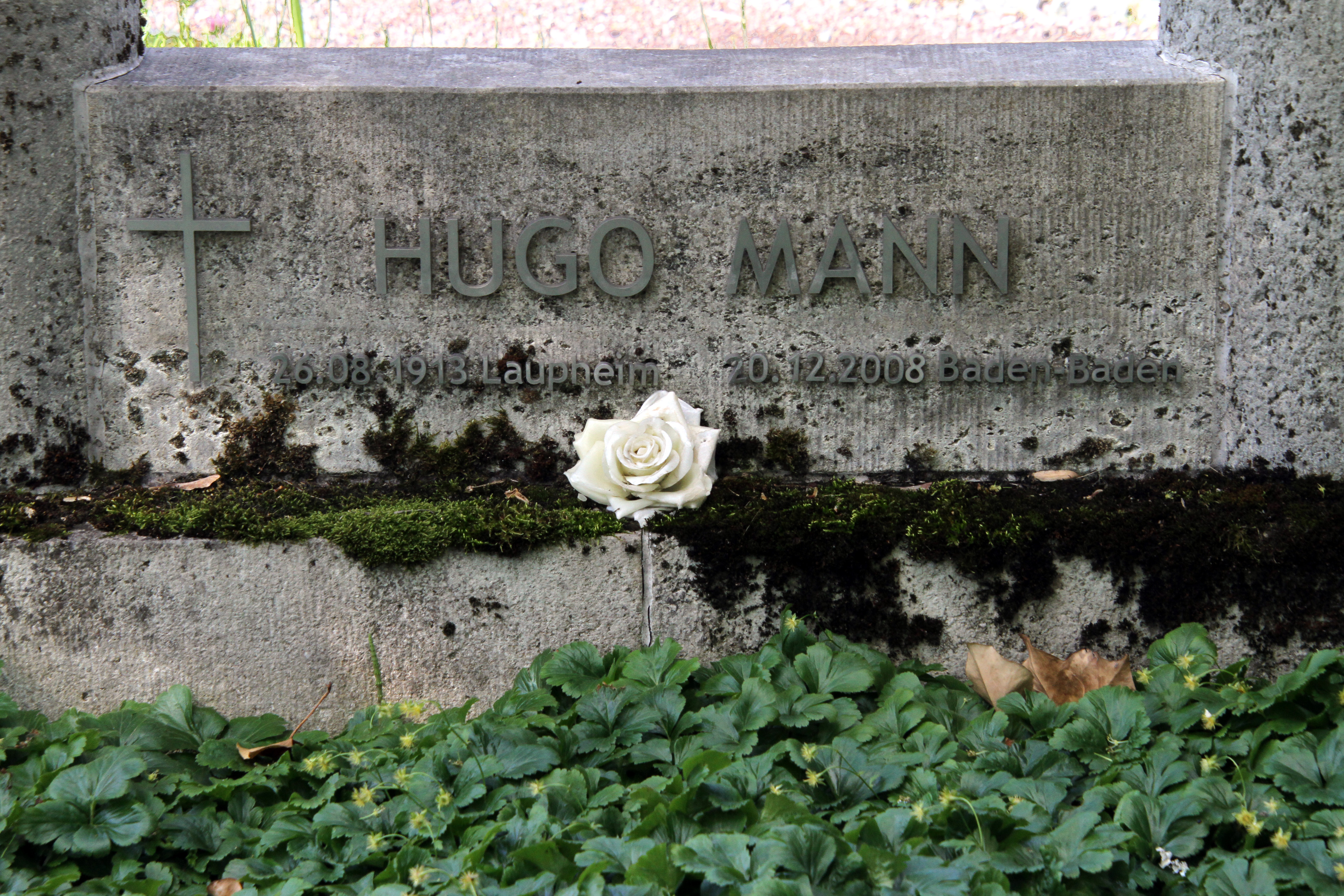
Grafmonument op de centrale begraafplaats van Baden-Baden

Tijdens zijn jeugd werkte Mann in de winkel van zijn grootvader in Karlsruhe, en in 1938 begon hij zijn eigen meubelzaak. In 1950 opende hij een grotere winkel. Dat werd de sleutel van zijn succes. In de jaren '60 breidde hij zijn winkelketen uit in geheel Duitsland. De merknaam Mann Mobilia werd in de jaren 70 een begrip voor goedkope kwaliteitsmeubelen.
Daarnaast begon Mann in 1958 met Wertkauf, een keten van voedingswinkels.
In 1989 ging Mann met pensioen. Hij liet zijn bedrijven over aan zijn zoon Johannes Mann. Wertkauf werd in 1997 verkocht aan Wal-Mart. De Oostenrijkse Lutz-groep nam in 2005 Mann Mobilia over.
Hugo Mann overleed op 95-jarige leeftijd.